# XL Krajowy Festiwal Piosenki Polskiej w Opolu
40. Krajowy Festiwal Piosenki Polskiej w Opolu – edycja Krajowego Festiwalu Piosenki Polskiej w Opolu z 2003 r. Po raz czwarty odbył się plebiscyt i koncert Superjedynek. Zorganizowały je TVP 1 i RMF FM. Wykonawcy byli nagradzani za muzyczne osiągnięcia w ciągu 12 miesięcy poprzedzających imprezę. Zespołom akompaniował zespół Kukla Band pod dyrekcją Zygmunta Kukli.
Dzień przed oficjalnym rozpoczęciem imprezy TVP na placu Wolności zorganizowała koncert hip-hopowy. Zagrali m.in.: Peja & Slums Attack, Acetoholix, Analogia, Borixon/Hardkorowa Komercja, Camey Squad, DJ Kostek, FCS/Pozytywka Sound, HST, OWAL/EMCEDWA, ŁONA, O.S.T.R., oraz Tede.
Telewizja Polska pokazała ten koncert 7 czerwca.
30 maja 2003 roku tuż przed rozpoczęciem wieczornego otwarcia festiwalu na Placu Wolności odbył się koncert Debiutów. Telewizja Polska pokazała ten koncert 8 czerwca.

## Dzień 1

### Koncert „Premiery”
data: 30.05.2003; godz. 20:05-22:15
prowadzący: Piotr Bałtroczyk
- Do nieba, do piekła - Blue Café (1. miejsce)
- Dwie morgi słońca - Andrzej Cierniewski
- Pierwszy raz - Georgina
- Kombinuj dziewczyno - Leszcze (2. miejsce)
- Oczy szeroko zamknięte - Łzy (3. miejsce)
- Oto jestem - Tomasz Makowiecki
- Jeszcze jeden taki dzień - Marta
- Wszystko trzeba przeżyć - Piasek
- Roztańczę w sobie świat - Maryla Rodowicz
- Każdy coś ma - Skiba
- Taka jak ty - Stachursky

1. Głosowanie jury – przyznawanie punktów () – miejsca wg niniejszego głosowania
2. Blue Cafe – Do nieba, do piekła NAGRODA JURY w Oddziałach Terenowych TVP S.A.
3. Łzy – Oczy szeroko zamknięte NAGRODA PUBLICZNOŚCI w głosowaniu audiotele

### Koncert „40 na 40”
data: 30.05.2003; godz. 22:20-00:15
prowadzący: Piotr Bałtroczyk
Uroczysty koncert jubileuszowy przygotowany z okazji 40-lecia Krajowego Festiwalu Piosenki Polskiej w Opolu. Widowisko pełne wspomnień, ale i niespodzianek.
Wystąpili:
- Kasia Klich
- Janusz Radek
- Tadeusz Woźniak
- Piotr i Wojtek Cugowscy
- Halina Frąckowiak
- Michał Bajor
- Leszcze
- Edyta Górniak
- K.A.S.A.
- Monika Ambroziak
- Czarno-Czarni
- Bajm
- Izabela Trojanowska
- Edyta Geppert
- Małgorzata Ostrowska
- Kombii
- Ryszard Rynkowski
- Budka Suflera
- Brathanki
- Wilki
- Maryla Rodowicz

## Dzień 2

### Koncert „BYŁO PRZEDSZKOLE - CZAS NA OPOLE”
data: 31 maja 2003; 10:00
prowadzenie: Michał Juszczakiewicz
Festiwal w Opolu uświetnią młodzi artyści, którzy wystąpią podczas koncertu zorganizowanego przez autorów programu Od przedszkola do Opola. 
To propozycja dla najmłodszej opolskiej publiczności, dla której familijna impreza stanowić będzie prezent z okazji Dnia Dziecka dla naszych widzów. 
Telewizja Polska pokazała ten koncert 1 czerwca.

### Koncert Superjedynki
data: 31.05.2003; godz. 20:05-0:25
prowadzący: Magda Mołek i Tomasz Kammel
- Najlepsza wokalistka – Beata Kozidrak
- Najlepszy wokalista – Krzysztof Krawczyk
- Zespół roku – Wilki
- Debiut roku – Kasia Klich
- Piosenka roku – „Baśka” – Wilki
- Płyta roku pop – Po piąte... a niech gadają – Ich Troje
- Płyta roku rock – Antidotum – Kasia Kowalska
- Płyta z muzyką taneczną – Fanaberia – Blue Café
- Teledysk roku – Bo jesteś ty – Krzysztof Krawczyk
- Wydarzenie roku – koncert Garou w Sopocie

Podczas tego koncertu odbyły się też recital Violetty Villas i występ zwyciężczyni Debiutów Marzeny Korzonek.

## Debiuty
Nagroda im. Anny Jantar za debiut:
- 1. miejsce Marzena Korzonek
- 2. wyróżnienie Ania Dąbrowska
- 3. wyróżnienie Monika Ambroziak

Nagroda Programu 1 Polskiego Radia S.A.: za debiut, w postaci prawa do bezpłatnej sesji nagraniowej: Monika Ambroziak.
Reżyserem koncertu był Paweł Zeitz.

## Inne nagrody
- Nagroda Dziennikarzy dla Janusza Radka
- Nagroda TV Polonia: Artysta bez granic – Budka Suflera

## Grand Prix
Otrzymała Maryla Rodowicz za całokształt pracy artystycznej.